# 26-os főút
26-os főút (ungarisch für ‚Hauptstraße 26‘) ist eine ungarische Hauptstraße im Tal des Sajó.

## Verlauf
Die Straße beginnt in Miskolc an der Landesstraße 3 und führt in nordwestliche Richtung bis nach Bánréve. An der Grenze geht sie in die slowakischen  Landesstraße 67 über.
Die Gesamtlänge der Straße beträgt 44,6 Kilometer.